# Eryngium trisectum
Eryngium trisectum là một loài thực vật có hoa trong họ Hoa tán. Loài này được Wörz & H.Duman mô tả khoa học đầu tiên năm 2004.